# Christijanin
Christijanin (ros. Християнин) – jedno z trzech rosyjskojęzycznych czasopism propagujących Kościół katolicki obrządku bizantyjsko-słowiańskiego, wydawane w latach 1928–1931 w Wilnie.